# Владимир Драговић
Владимир Драговић (Београд, 1967) српски је професор и шеф Одељења за математичке науке на Универзитету у Тексасу у Даласу. Пре тога био је редовни професор истраживања у Српској академији наука и уметности, оснивач и председник групе Dynamical Systems и копредседник Центра за динамичке системе, геометрију и комбинаторику Математичког института Српске академије наука и уметности.
Драговић је дипломирао и докторирао на Математичком факултету Универзитета у Београду.
Драговић је аутор и коаутор бројних књига и збирки задатака за основне и средње школе, као и посебних збирки задатака за припрему за такмичења из математике и радних свесака из математике које се користе као припрема за пријем на факултете.

## Образовање
- 1987 дипл. математика, Универзитет у Београду (дипломирао за 3 године, уместо за 4)
- 1988–1992 аспирант на Московском државном универзитету, Механичко-математички факултет, Одељење за вишу геометрију и топологију
- 1992. доктор математичких наука, Универзитет у Београду

## Научни рад
Владимир Драговић је аутор бројних истраживачких радова из математике, углавном усмерених на алгебарске геометријске методе у теорији динамичких система. Коаутор је, заједно са Миленом Радновић, књиге Poncelet Porisms and Beyond.
- Председавајући Семинарским математичким методама механике од његовог оснивања 1993.
- Саветник за четири мр. тезе и три докторске дисертације на Математичком одсеку Универзитета у Београду.
- 2001–2007 Члан Одбора за математику и механику Министарства за науку Србије
- 2002–2005 Вођа пројекта 1643 Министарства за науку Србије
- од 2006. руководилац пројекта 144014 Министарства за науку Србије
- од 2005. Вођа италијанско-српског пројекта геометрија, топологија и комбинаторика многострукости и динамичких система

## Остала академска места и дужности
- 1992–2007 Специјални професор (Наставник са посебним задацима, у посебним одељењима за надарене ученике) у Математичкој гимназији Београд[3]
- 2004–2008 Директор, Математичка гимназија Београд[3]
- 1993–1998 Математички факултет Универзитета у Београду; курсеви: Диференцијална геометрија, неколико постдипломских курсева[4]
- 1996–1999 Шеф Одбора за математичка такмичења средњошколаца Србије
- 1996–1999 Одељење за филозофију Универзитета у Нишу; курсеви: Диференцијална геометрија, Делимичне диференцијалне једначине[5]
- 2003–2008 Одјељење за науке и математику, Универзитет Црне Горе; курсеви: Геометрија, анализа и геометрија на Риеманновим површинама, Интегрисани динамички системи 1, Интегрисани динамички системи 2[6]
- од 2004. редовни придружени члан ИЦТП Абдус Салам, Трст, Италија

## Награде
- 2004. Награда Савеза математичких друштава Србије и Црне Горе за достигнућа у математичким наукама за највише 40-годишњих истраживача.